# ザ・レビュースコープ
『ザ・レビュースコープ』は宝塚歌劇団によって制作された舞台作品。形式名は1987年の宝塚・東京は「モン・パリ誕生60年」、1988年の地方公演は「グランド・フォーリーズ」。宝塚は花組と雪組、東京は花組、地方公演は雪組公演。1987年の宝塚・東京は20場。作・演出は横澤英雄。併演作品は花組が『あの日薔薇一輪』、雪組の宝塚公演が『梨花 王城に舞う -マルコ・ポーロ秘話-』、雪組の地方公演は『大江山花伝 -燃えつきてこそ-』。

## 公演期間と公演場所
- 1987年8月7日 - 9月23日　宝塚大劇場（花組）[1]
- 1987年9月25日 - 11月10日　宝塚大劇場（雪組）[2]
- 1987年12月3日 - 12月27日　東京宝塚劇場（花組）[3]
- （雪組・東京宝塚劇場公演はない）
- 1988年9月3日 - 9月25日　地方公演（雪組）（9月3日・一宮、4日・瀬戸、6日・町田、7日・坂戸、9日・美濃加茂、10日・豊田、11日・伊勢、13日・新城、15日・山梨、16日・調布、17日・大宮、18日・伊勢崎、20日・立川、22日・銚子、23日・東金、24日・習志野、25日・茨城県神栖町）[4]

## 解説
※宝塚100年史の宝塚大劇場公演を参考にした。
1987年の上演は「モン・パリ」誕生60周年記念の作品。「モン・パリ」誕生の記念をショーアップしたAブロック、レビューの3つの味わいの変化を楽しむBブロック、シャンソンのCブロック、日舞バレエのレビュー讃歌のDブロック、そしてフィナーレのEブロックと5つのブロックで構成されている。花組に続いて雪組の続演があった。

## スタッフ

### 共通 1987年
※宝塚歌劇80年史を参考にした。
- 作曲・編曲：中元清純・高井良純
- 編曲：小高根凡平・鞍富真一
- 振付：羽山紀代美・朱里みさを・山田卓・名倉加代子
- 日舞振付：花柳寿楽
- 装置：石浜日出雄・関谷敏昭}
- 衣装：静間潮太郎・中川菊枝
- 照明：今井直次
- 小道具：万波一重
- 効果：紙田明
- 音響監督：松永浩志
- 演出助手：小池修一郎
- 制作：高野賢一

#### 花組のみ
- 音楽指揮：橋本和明（宝塚）、伊沢一郎（東京）
- 演出助手：谷正純
- 制作：田中拓助
- 製作担当：古川清（東京）

#### 雪組のみ
- 音楽指揮：岡田良機

## 配役
※宝塚大劇場公演は同じ本の同じページを参考にした。

### 花組

#### 宝塚
- 紳士、スター、キング・パイナップル、エトワール、タンゴの男S - 高汐巴
- 紳士、ダンサー、ラテンの男、歌手、タンゴの男S - 大浦みずき
- 淑女、スター、ラテンの女、ピックポケット、タンゴの女S - 秋篠美帆
- 紳士、ラテンの男、ジゴロ、タンゴの男 - 朝香じゅん
- 紳士、ハスラー - 宝純子
- 淑女 - 北小路みほ
- 紳士、ルシアの夫 - なかいおり
- ダンサー、トリッパー女 - 真汐ちなみ
- 紳士、ダンサー、シンガー、タンゴの男 - 瀬川佳英
- 淑女、タンゴの女 - ひびき美都
- 紳士、ダンサー、歌手、トリッパー男、タンゴの男 - 幸和希
- 淑女、タンゴの女 - 御織ゆみ乃
- 淑女、歌手 - 梢真奈美
- 淑女、タンゴの女 - 峰丘奈知
- ダンサー、プリンセルパイナップル、タンゴの男 - 安寿ミラ
- 淑女、歌手、タンゴの女 - 水原環
- 紳士、ダンサー、プリンセルパイナップル、タンゴの男 - 真矢みき
- ダンサー - 友麻夏希
- レビューの華 - 松本悠里
- タンゴの女 - 藍えりな

#### 東京の変更点
※宝塚歌劇80年史の325ページを参考にした。
第2場 プロローグ(B)
- 紳士S - 瀬川佳英

第5場 モン・パリ誕生(B)
- 歌うスター - 瀬川佳英・幸和希

第6・7場 レビュー・アラカルト -ウィーン-
- 歌う紳士 - 朝香じゅん
- 歌う淑女 - 峰丘奈知

第8場 レビュー・アラカルト -パリ-
- 或る男 - 高汐巴
- 過去の男1 - 朝香じゅん
- 過去の男2 - 宝純子
- 過去の男3 - なかいおり
- 過去の男4 - 幸和希
- 過去の女 - 藍えりな

第9場 プチ・レビュー
- エトワール - 高汐巴

第10-12場 レビュー・アラカルト -リオ-
- ラテンの男 - 三矢直生
- ラテンの男S - 瀬川佳英

第13-14場 スーパー・ストレンジャー／イッツフライディ
- ザ・ストレンジャー - 高汐巴
- ザ・ガール - 水原環
- ディスコ・シンガー - 藍えりな

第15場 レビュー讃歌(A) -歌舞の道-
- 歌手 - 幸和希

第17場 レビュー讃歌(B)
- タンゴの男S - 朝香じゅん

第19場 フィナーレ(B)
- 歌う紳士 - 安寿ミラ・真矢みき

### 雪組（宝塚のみ）
- 紳士、ダンサー、クィーンパイナップル、ストレンジャー、タンゴの男S、シンガー - 平みち
- 淑女、シンガー、ラテンの女、ザ・ガール、タンゴの女S - 神奈美帆
- 紳士、スター、ラテンの男、レビューの華、タンゴの男S - 杜けあき
- ディスコ・シンガー - 矢代鴻
- ダンサー - 真咲佳子
- ディスコ・オーナー - 沙羅けい
- 歌手、ダンサー、タンゴの男 - 北斗ひかる
- 歌手、ダンサー - 箙かおる
- タンゴの女 - 一原けい
- ダンサー、プリンセルパイナップル、タンゴの男 - 奈々央とも
- ダンサー、タンゴの男 - 飛鳥裕
- ダンサー - 上代粧子
- 歌手、ダンサー、タンゴの女 - 仁科有理
- ダンサー、プリンセルパイナップル、タンゴの男 - 古代みず希
- ダンサー、タンゴの女 - 明都ゆたか
- ダンサー - 文月玲
- コーラス、歌手 - 小乙女幸
- ダンサー - 早原みゆ紀
- 紳士、スター、歌舞の道の歌手、タンゴの男 - 一路真輝
- コーラス、ダンサー、歌手 - 美月亜優
- ダンサー - 高嶺ふぶき
- コーラス、歌手、タンゴの女、淑女 - 紫とも